# Directiechauffeur
Een directiechauffeur is een bestuurder van een voertuig van een of meerdere directieleden. De werkzaamheden bestaan uit het vervoeren van (top)functionarissen. Deze chauffeur wordt in de volksmond ook wel privéchauffeur of kortweg chauffeur genoemd. Een privéchauffeur rijdt vaak of altijd voor één of meerdere privépersonen en verricht daarbij ook hand-en-spandiensten in de privésfeer, zoals de kinderen vervoeren, boodschappen doen of het onderhouden van de privéauto's.
In Nederland zijn circa 4.000 directiechauffeurs actief, waarvan circa 500 privéchauffeurs. Van deze totale groep chauffeurs is circa 45% gecertificeerd voor het vak door het onafhankelijke CCV (Contact Commissie Vakbekwaamheid), onderdeel van het Centraal Bureau Rijvaardigheidsbewijzen (stand april 2012). Niet iedereen met een rijbewijs kan zomaar directiechauffeur worden. In de opleiding leert men onder andere de wagen vloeiend te besturen en beter te anticiperen op rijgedrag. Ook moet de chauffeur in staat zijn de passagier te beveiligen in situaties die hierom vragen, en EHBO verlenen.
In Duitsland en andere omringende landen is het [DEKRA] certificaat International Executive Chauffeur (IEC) voor de hogere functies als directiechauffeur het vrijwillige diploma. Dit certificaat wordt behaald na vijf trainingsdagen en een praktijkexamen van 2 uur.